# Pinsk
Pinsk (bělorusky Пінск; rusky Пинск; polsky Pińsk) je město v jižním Bělorusku, poprvé vzpomínané roku 1097. V roce 2006 zde žilo 131 000 obyvatel.
Pinsk leží v Brestské oblasti na silnici a železnici Brest – Homel, v historickém regionu Polesí, nedaleko hranic s Ukrajinou.
Pinsk je také přístavem na řece Pině, součásti Dněpersko-bugského kanálu, který nedaleko odtud ústí do řeky Pripjať. V okolí se rozkládají rozsáhlé Pinské močály a lesy, proto je v Pinsku zastoupen především dřevozpracující průmysl.

## První zmínky (9.–11. století)
První osada na místě současného města Pinsk vznikla na přelomu 9.–10. st. na odbočce z hlavní obchodní cesty, která vedla ze Skandinávie do Řecka. Existuje předpoklad, že toto místo ještě v době př. n. l. navštívili Řekové, kteří o tom vyprávěli Hérodotovi, jež tuto oblast zaznamenal ve své čtvrté knize.
Tržní cesty byly dvě – na sever přes Polock, a na západ k hranici Polska přes řeku Pripjať, na jednom z jejíchž přítoků byla založena osada. Žádná z mnohých řek tohoto kraje není plnohodnotnou cestou bez překážek – některá místa museli cestovatelé překračovat pěšky nebo zde museli přetahovat lodi od jedné řeky k druhé. První osada Pinsk byla založena na výšině uprostřed velké bažiny v oblasti dnešního Polesí, kde na prostoru 1000 km2 nebylo žádné sídlo nebo místo, kde by se cestující obchodníci mohli zastavit.
První skutečné zmínky o městě Pinsk pocházejí z Nestorovy Pověsti dávných let z roku 1097 a toto datum je od roku 1921 považováno za městský svátek.
Město Pinsk obdrželo jméno v souladu s ruskou tradicí pojmenovávat města podle jména řeky anebo jejího přítoku na kterém se město nachází. Většina známých měst Kyjevské Rusi v té době měla takové názvy. Název města Pinsk je odvozen od názvu řeky Pina. Po staletí se ovšem traduje legenda, že název města Pinsk pochází od latinského slova pinus – sosna. Z těchto míst Římané dováželi dlouhé a rovné sosny pro stavbu lodí.
Hradiště mělo trinomickou strukturu a skládalo se z hradu neboli „dětince“, předhradí a posadu. Později tři hlavní linie městského opevnění rozdělily Pinsk v 15. století na čtyři části:
- Pinský hrad – část města nejvíce chráněná, kde se nacházela městská administrativa v čele se starostou.
- Předhradí neboli „parkán“ – nejrušnější místo (velký trh, usedlosti šlechty, duchovenstva a bohatých měšťanů.
- Tak zvané „město“ neboli gorod, sídlo řemeslníků. Řemeslná specializace předurčovala rozděleni města na čtvrti:
  - kožedělná, která se nacházela u řeky;
  - kovářská, která se nacházela ve východní části;
  - hrnčířská na západě.
- „Za městem“, kde byly zemědělské pozemky měšťanů.

Podle archeologických nálezů z let 1955–1957 lze usuzovat, že v druhé polovině 11. století se obyvatelstvo města zabývalo řemeslem, zemědělstvím, lovem a rybolovem, a také mělo obchodní spojení s Haličí, Kyjevem, a Krymem.

## Období vrcholného středověku (12.–15. století)
V polovině 12. století je Pinsk velkým tržním městem Turovského knížectví, které se po rozpadu Kyjevské Rusi stalo předmětem neustálých válek mezi knížaty o kyjevské dědictví. Později po ukončení válek je Pinsk hlavním městem samostatného knížectví. Od počátku 14. století je součástí Velkoknížectví litevského. První křesťanská budova se objevuje ve 13. století – byzantský klášter Lešče. Vedle kláštera byly velké kopce, ze kterých bylo možné sledovat případné útočníky.
Základ vnitřního uspořádání města tvořily ulice. Ty byly pojmenovány po knížatech a známých měšťanech, podle národnostní příslušnosti měšťanů a podle názvů jiných měst. Zároveň existuje mnoho bezejmenných ulic, které ukazovaly jenom nějaký směr: „ulička k vodě“, „ulička k Pině“, „ulička k poli“ atd. Takových ulic bylo kolem 40. Ulice byly vyloženy dřevem, protože velká část města se nacházela na bažinatém terénu.
Architekturu 16. století představují rozmanité stavby, které hrály důležité role v městském životě a podávají svědectví o životě města v pozdním středověku. Podle soupisu z poloviny 16. století mělo město Pinsk 16 pravoslavných kostelů, jeden katolický klášter Bratrů Františkánů a jednu synagogu. Hlavní křesťanská budova 16. století byla Dmitrijevská katedrála, která byla jediná kamenná církevní budova ve městě a nacházela se na území hradu. Ostatní budovy pravoslavných kostelů byly dřevěné a postaveny v byzantském stylu s pomoci místních architektů a řemeslníků, kteří získávali své znalosti většinou od pravoslavných mnichů. Katolický kostel založil v roce 1396 velkokníže litevský Zygmunt Kiejstutowicz, označovaný později jako tyran.
První synagoga byla založena v roce 1506 za souhlasem pinského starosty na základě získaných privilegií, která udělovala Židům stejná práva jako mají ostatní poddaní Velkoknížectví litevského, s jedinou výjimkou: Židé se nesměli usídlovat na venkově.
Ulice spojovaly kolem 700 měšťanských domů, různých vrstev a různého postavení. Byly to zpravidla dřevěné budovy, postavené z kulatého dřeva a pokryté fošnami, slámou a rákosem. Většina budov měla kamenné základy. Šlechtické dvory se nacházely blíž k městskému hradu a byly označeny rodovým erbem.
Do poloviny 16. století vládl v Pinsku kníže. Od 1521 velkokníže litevský a král polský Zikmund I. Starý daroval Pinsk své manželce, polské královně Bona Sforza z milánské vévodské rodiny Sforzů. Od 1539 je město správním centrem regionu, od roku 1566 je okresem v Berestejském vojvodství. Starostovi města náležela plná vláda s výjimkou práva udělovat privilegia obyvatelstvu. Volil svého zástupce, který měl administrativní funkci a vedl městský soud. Město mělo dva písaře – městského a okresního – a dva příslušníky agendy, kterými většinou byli pravoslavní kněží.
V roce 1581 město Pinsk získalo magdeburské právo. Podle něj byla ekonomická činnost, majetkové právo, společenský a politický život města a jeho sociální systém řízeny městským zákonodárstvím, což podporovalo roli měst jako center průmyslu a peněžního hospodářství. Město získalo svůj znak. Obyvatelé města volili rychtáře, který byl předsedou v městském shromáždění a vykonával policejní funkce. Pinský rychtář získával svůj plat z části vybraných pokut, měl slušnou část půdy ve městě a měl právo mít řeznický krám na trhu. Městskou domobranu tvořili šlechtici.

## Pozdní středověk a kulturní propojování s Evropou (16.–18. století)
Na konci 16. a v první polovině 17. století žilo v Pinsku podle městského soupisu 523 měšťanů; z toho 177 osob ovládalo nějaké řemeslo:
- 48 lidí opracovávalo železo – 6 z nich pracovalo se zlatem, 20 kovářů, 4 výrobci děl, 2 kuželníci, 2 topiči, 14 různé jiné profese.
- 31 lidí pracovalo v koželužství.
- 5 lidí pracovalo v hrnčířství.
- 23 lidí pracovalo v dřevařském průmyslu.
- 7 lidí pracovalo v krejčířství.
- 24 lidí vyrábělo potraviny.
- 30 lidí bylo kupci.
- 3 lékaři a 1 lékárník.
- 5 muzikantů a kejklíř.

Ve městě fungovalo několik tržišť, včetně říčního, které fungovalo až do roku 1939. Pinsk byl v pozdním středověku městem tranzitního trhu.
Na počátku 17. století se Pinsk stává důležitým místem pro všechna náboženství, která se v něm vyskytují: pravoslaví, katolictví, židovství a později i pro části pravoslavné církve spojené s katolictvím. V období nepokojů spojených s kozáckým povstáním, které v polovině 17. století postihly celé území Velkoknížectví litevského, byl Pinsk zpočátku obsazen kozáckým vojskem a potom dobyt kancléřem Velkoknížectví litevského.
V tomto období podle jednoho církevního záznamu bylo obyvatelstvo Pinska velmi bohaté a mělo hodně privilegií. Byly zde dva katolické kláštery (dominikánský a františkánský), 5 uniatských a 12 pravoslavných. V této době bylo ve městě kolem 6000 domů, každá rodina čítala přibližně 5 lidí.
Na předměstí byl na konci 17. století postaven velký hrad. Postavil jej velice známý šlechtický rod Wiśniowieccy. Hrad byl postaven ve francouzském stylu obranných hradů; městské obyvatelstvo v něm v průběhu jakýchkoli útoků získávalo útočiště.
V druhé polovině 17. století po porážce povstání kozáků a úplném zničení Pinska požárem začala velká přestavba města za podpory bohaté šlechty Velkoknížectví litevského. Uspořádání města získalo nový charakter také tím, jak se na území zvyšoval vliv římskokatolické církve – důsledkem bylo větší využívání kamenné architektury. To ovlivnilo dokonce i sociální život ve městě. Vzniklo nové centrum jak duchovního, tak světského života.
Ve městě byla otevřena lékárna, několik nemocnic, velká tiskárna, bohatá knihovna. Filosoficko-teologická škola poskytovala čtyřleté vzdělaní. Významní profesoři a učitelé přicházeli do města z celé Evropy. Ve škole studovalo kolem 700 studentů, kteří přijížděli na studium z celé „Republiky obou národů“.
Centrum se stalo posvátným místem každého člověka a periferie profánním. Ale tento stav trval pouze krátce. V novém centru vznikla nová tržiště a náměstí, stalo se místem vzájemného pronikání venkovské a městské kultury.
Od konce 17. století do města přišla nová vlna stavění kostelů a klášterů, což bylo spojeno s obnovením síly žebravých řadů a podporou katolické církve. Proměnil se fyzický prostor a společenský život. Kancléř Velkoknížectví dovolil měšťanům postavit radnici, která měla hodiny. Kontrola času stvrzená vyzváněním zvonů velkého počtu kostelních zvonic a městskými hodinami byla jedním z nástrojů organizace městského života.

## Tovaryšstvo Ježíšovo neboli jezuitský řád

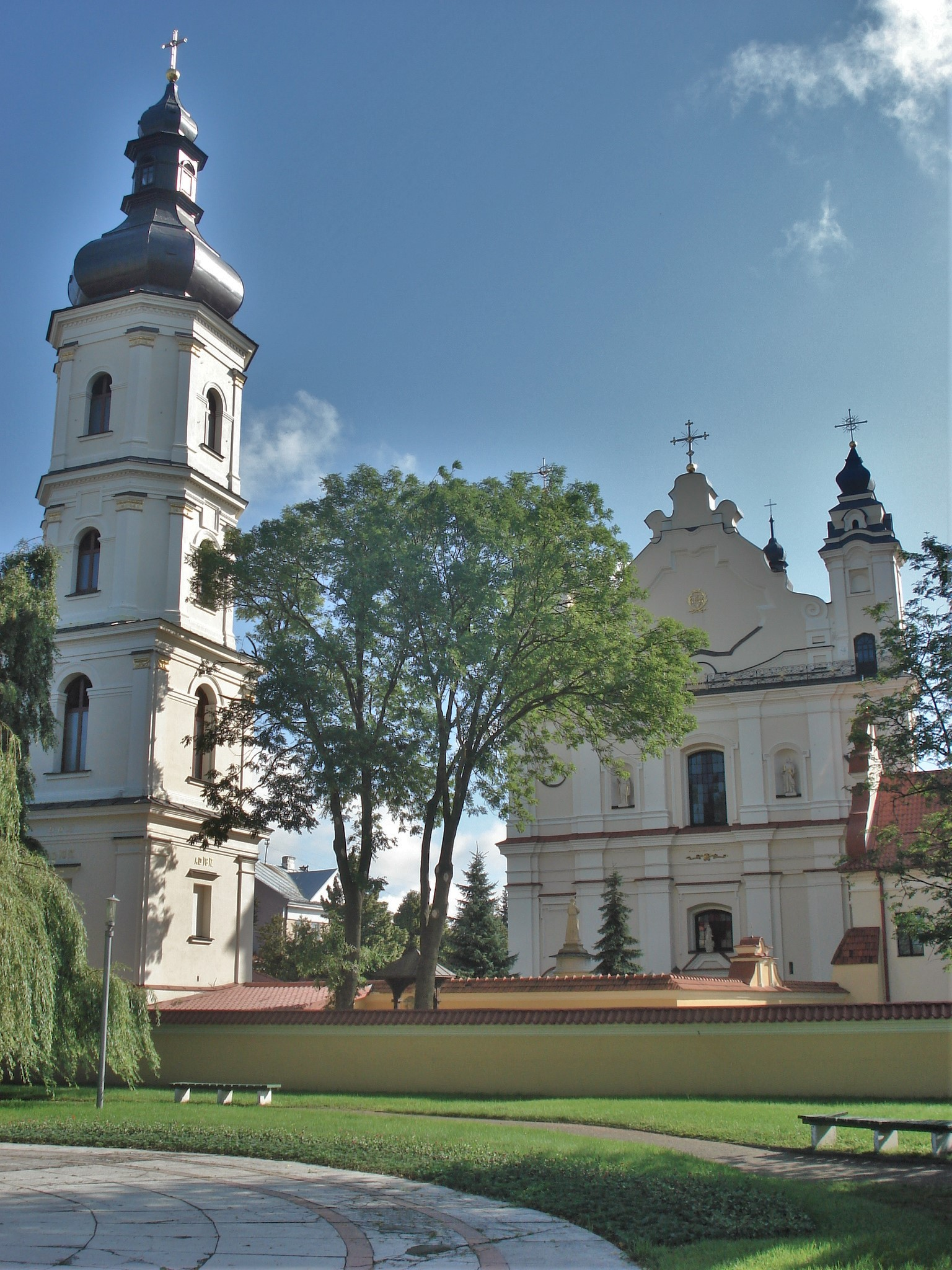
Katedrála Jména Blahoslavené Panny Marie

Tovaryšstvo Ježíšovo zbudovalo ve městě svůj klášter, který je tvořen obrovským kostelem Blahoslavené Panny Marie a Kolegia. Klášter jezuitského řádu zde vznikl ve snaze zastavit šíření reformace a získat na katolickou stranu pravoslavné věřící poté, co byla podepsána církevní unie v roce 1596. Idea jezuitského kolegia vznikla v Paříži v Tovaryšstvu Ježíšově v čele se sv. Ignácem z Loyoly. Kolegium řádu Jezuitů neboli filosoficko-teologická škola, která byla založena v Pinsku i jiných městech Evropy, měla splňovat 15 cílů pro společnost:

Prospěšnost pro Tovaryšstvo Ježíšovo.

1. Jezuita nejlépe studuje, když učí druhého.

2. Disciplína, sebeovládání a horlivost.

3. Zdokonalování návyků v kázaní apod.

4. Jezuité nikoho nesmí nutit ke vstupu do řádu.

Prospěšnost pro studenty.

5. Získají nejlepší vzdělání.

6. Chudí, kteří nemohou platit za studium, získávají šanci na bezplatné vzdělání.

7. Studenti získávají pomoc ve správách duchovní přírody studiem Katechismu a kázání.

8. Díky neustálému vzdělávání a získání návyků si studenti mohou uvědomit čistotu svého svědomí a jsou dobročinní.

9. Studenti mohou díky vzdělávání získat mnoho zásluh a užitku, když jej využijí ke službě Bohu.

Prospěšnost pro krajinu.

10. Rodičům se uleví od finanční zátěže, spojené se vzděláním synů.

11. Budou mít vnitřní klid, protože budou vědět, že jejich děti dostanou dobrou výchovu.

12. Lidé žijící v okrese mohou získat pomoc od jezuitů, budou-li poslouchat jejich kázaní a přistoupí ke svátostem.

13. Dobrý příklad dětí ovlivní rodiče, aby žili jako dobří křesťané.

14. Tovaryšstvo Ježíšovo poskytne podporu a pomůže založit nemocnici, domy pro nové křesťany, kteří odmítli židovství, islám apod.

15. Z těch, kteří jsou nyní jen studenty, v budoucnosti mohou být opati chrámu, veřejní úředníci, spravedliví soudci, a budou tak pomáhat celé společnosti.

## Kláštery a synagogy ve městě a okolí
Žebravé řády, závislé na vlastní práci a darech dobrodinců.

-Klášter Bratrů Františkánů. Podle Svatého Františka je evangelium jediným pravidlem nezbytným k řeholnímu životu; přednost dával výuce příkladem apoštolského života svých následovníků i sebe sama;

-Klášter Bratrů Bernardinů.

-Klášter sv. Dominika.

-Klášter bratrů Benediktinů. Řehole sv. Benedikta obsahuje v 73 článcích jednak teoretický a duchovní základ mnišství a jednak návod, jak by měli řeholníci žít a chovat se ve společenství. Heslo: „Modli se a pracuj“.

-Kostel sv. Karla Boromejského.

-Klášter řádu bratrů blahoslavené Panny Marie na hoře Karmel, zkráceně též Řádu karmelitánů.

-Klášter shromáždění Sester Mariawitki

-Velká Synagoga.

## Pinsk v průběhu Severní války v letech 1700–1721
V průběhu Severní války Švédska s Ruskem v letech 1700–1721, Velkoknížectví uzavřelo unie se Švédskem a vojska švédského krále Karla XII. vstoupila na území knížectví. V roce 1706, 24. dubna, vojsko přitáhlo do Pinska a na jeho okraji rozbilo tábor. Královský životopisec zobrazil činnost svého krále ve městě, městský prostor a lidi počátku 18. století:

„Švédský král Karel XII. v roce 1706 vstoupil do zvonice kostela bratrů Jezuitů, která byla nejvyšším místem ve městě, a dvě hodiny měl konverzace v latině z rektorem jezuitské filosofické-teologické školy. Karel XII. napsal na stěně zvonice – „Non plus ultra“ („dále už nic není“)“.
Město Pinsk nachází se uprostřed velkých bažin a řek, které se v některých obdobích roku rozlévají jako moře. Toto dává velkou možnost navigace. Obyvatelé s pomocí člunů dovážejí velké množství zboží po řekách do Kyjeva, Varšavy a Vilna. Městský lid jako lid v Nizozemí dopluje, kam potřebuje. Na břehu řeky je trh, který podle místních funguje je od počátku založení města.
Obyvatelstvo jsou především „Řekové“ a Židé. Na rozdíl od většiny zaostalých měst je město Pinsk hodně vyspělé. Město má školy, lékárnu, dvě nemocnice a manufaktury kožedělného průmyslu, které jsou nejlepší v celém království Polském.

## Dějiny architektury města Pinsk od konce 18. století do poloviny 20. století
V předvečer rozdělení Polsko-Litevského státu obojích národů, navštívil Pinsk poslední král Stanislav August Poniatowski, jako král Stanislav II., který se na polský trůn dostal z vůle carevny Kateřiny II. Na počest krále byl záložen palác, který musel být součást uliční zástavby na konci 18. století. Tento palác podle záznamů budoval městský šlechtic Butrimovič, jehož jméno dodnes nese. Na stavbě pracovalo hodně měšťanů a venkovanů. Palác byl postaven ve stylu pozdního baroka s přechodem ke klasicismu, a také podle improvizace architekta. Pro obyvatele města byl tento palác symbolem krásy a občas tam byly pořádány městské plesy.
V roce 1794, poté co byl Pinsk připojen k Rusku, byla provedena městská inventarizace. Podle záznamů ve městě sídlilo 3 716 lidí v 548 domech, z nichž jen dva byly kamenné. Podle mapy konci 18. století město Pinsk nemá novověké uspořádání (geometricko-vizuální organizaci městského prostoru). Ve 20.–30. letech 19. století ve městě už bylo 12 kamenných domů. Častým typem staveb ve městě byly malé židovské obchůdky a zároveň hospody, obchody, restaurace a hotely. Objevuje se nová městská architektura – mnohobytové domy, které jsou většinou dřevěné dvoupatrové a třípatrové. Kamenná architektura se rozvíjí jen v centru města. Každá budova měla dekorativní zdobení podle vkusu majitelů.
V letech 1812, 1830 a 1863 se obyvatelé Pinska bouřili proti ruské nadvládě. V polovině 19. století ve městě fungovala dvě koželužství, měďárenský podnik, dva pivovary, jedna továrna na výrobu cigaret, mlynářství, školy.
Na konci 19. století do města přišel průmysl. Občané z Rakouska-Uherska otevřeli první velký podnik na výrobu zápalek a zpracování dřeva. Průmyslové změny vedly k proměnám městského životního prostoru.
Poté, co bylo v roce 1861 zrušeno nevolnictví v Rusku, stěhují se do města venkované. Mění se sociální diferenciace společnosti, což se projevuje na bydlení různých sociálních tříd.
Urbanismus konci 19. století přebudoval město podle moderního stylu. Ulici jsou vyrovnané. Založeno nové náměstí, gymnasium, banky, obchody, hotely, restaurace, nádraží, továrny (například podnik stavby lodí). Městský prostor patří každému obyvateli, avšak je zde výrazná sociální diferenciace. Plán města na konci 19. století odráží uklidnění a upevnění městského prostoru. Městská architektura 19. a počátku 20. století je autentická a nemá žádné obdoby kdekoliv ve světě, protože architekty byli většinou sami obyvatelé města. K roku 1904 ve městě bylo 6 830 domů. Podle sčítání v roce 1897 ve městě sídlilo 28 368 obyvatel, zatímco v roce 1904 již 32 960 lidí. Demografický růst obyvatelstva vedl k vybudování 3 nemocnic, 2 středních škol a 9 mateřských. Od roku 1890 do roku 1915 ve městě proběhlo 10 stávek.

## Polské město Pinsk v letech 1921–1939
V letech 1915–1919 město obsadily armády Německa a Rakouska-Uherska. Válečná hranice proběhla v několika kilometrech od města. Podle záznamů obyvatelé města klidně vycházeli z cizinci. Cizinci otevírali podniky, restaurace, herny a divadla. Existoval přímý železniční spoj s Berlínem přes Varšavu. Revoluce v Rusku neměla na město žádný vliv. Poté skončení války, od roku 1921, podle Říšské mírové smlouvy připadl Pinsk Polsku.
V meziválečném období se město stává předmětem zajmu různých národních vrstev, především bohatých lidí a inteligence. Městský prostor prochází novým stadiem uspořádání – staré dřevěné domy většinou zmizely z centru města na okraj. Nové urbanistické myšlení i mnohotvárnost města v důsledku přítomnosti 4 národnostních skupin zdokonaluje městský prostor. Politické hnutí, vědecké společnosti, trhy, národní obchody, restaurace, divadla, plesy, doprava, školy – všechno jsou součást života polského města Pinsk s převládajícím židovským obyvatelstvem. První skutečná mapa města, která ukazuje jeho geograficky prostor v přírodě, se objevuje v roce 1923. Ukazuje, že město bylo pod tlakem přírody, žilo podle ní a městský prostor s ní bojoval o přežití. Dřevěný kryt ulic úplně zmizel. Ulice byly nově kryty kamením a zvláštní dlažbou. Nové budovy byly zaznamenány na fotografiích z 30. let. Slavné městské trhy, jarmarky, jsou místem každodenního seskupení lidí, kde člověk trávil svůj čas nakupujíc zboží a komunikujíc z venkovskou kulturou, která po celá století byla spojena s městem. Venkované dojížděli do města na svých člunech. Městu byla přisouzena okresní soudní správa, buduje se vojenská jednotka říčního loďstva a první most přes řeku, který spojoval novou silnicí přes bažinu město s venkovem.
Pinsk ve 30. letech byl městem několika kultur – ruské, židovské a polské. Ve městě byly velice známé lidí s kterými lidí se potkávali pří osobních příležitostech jako v průběhu divadelního představení, vojenské prohlídky, církevní liturgie. Venkovské obyvatelstvo, neboli obyvatelé Polesí se pojmenovali jako „tutajšy“, což znamenalo „zdejší“. Městské obyvatelstvo komunikovalo s touto kulturou v průběhu trhů, venkované nakupovali ve městě potřebné věci a odjížděli zpět do vesnic.

## Vpád sovětských okupantů 17. září 1939
Proměna městské architektury, městského života, kultury, klid a pokoj, harmonie s přírodou apod. zmizely z Pinska s počátkem druhé světové války, přesně 17. září 1939 poté, co Sovětský svaz s Hitlerem zaútočili na Polsko. Po ukončení druhé světové války z města zmizeli Poláci, které sovětská vláda povraždila nebo odeslala do sibiřských koncentračních táborů, a Židé, které většinou zabila hitlerovská mašina smrti. Chybějící obyvatelstvo sovětská vláda přivezla z Východu a ve městě je nazývali „vostočniky“ neboli „lidé z východu“.
Sovětský socialistický realismus zničil veškerou krásu města: centrum, hřbitov, uliční zástavbu konce 19. století. Uprostřed města byly stavěny podniky, rozšířeny ulice a zničeny památníky kultury a umění, které se obyvatelstvo v průběhu staletí snažilo chránit.

## Současnost
V Pinsku sídlí římskokatolická diecéze a je zde zachováno množství barokních, převážně církevních památek; židovské a chasidské památky a synagógy byly v průběhu 20. století většinou zničeny a holocaustem byla zdecimována místní židovská komunita, tvořící na počátku 20. století většinu obyvatel města.

## Rodáci
- Ryszard Kapuściński (1932–2007) – polský novinář a publicista
- Simon Kuznets (1901–1985) – americký ekonom, nositel Nobelovy ceny (1971)
- Sławomir Rawicz – polský důstojník